# Ferenc Móra
Ferenc Móra (Kiskunfélegyháza, 19 de juliol de 1879 - Szeged, 8 de febrer de 1934), fou un escriptor, periodista, i museòleg hongarès.

## Biografia
Va néixer en una família pobra; el seu pare, Márton Móra, era pelleter; més tard es va fer artesà; la seva mare, Anna Juhász, era fornera.
Realitzà els seus estudis (a causa de la pobresa de la família) en difícils circumstàncies.
A la Universitat de Budapest obtingué el diploma de professor especialitzat en geografia i història natural, però només ensenyà un any com a ajudant de professor a Felsőlövő, província de Vas.
D'aquí, encara a principis de segle, arriba a Szeged com a col·laborador del periòdic Szegedi Napló.
Redactor en cap del periòdic entre 1913 i 1919, i després fins a la seva mort, col·laborador permanent.
Aquest va ser pràcticament l'únic periòdic que no es va posar al servei de la propaganda bèl·lica mundial.
Des de 1904 fou conservador de la biblioteca municipal i provincial de Somogy "Károly", i bibliotecari; a més, es va especialitzar en arqueologia; va participar en excavacions, el 1908 va acabar el curs d'arqueologia organitzat per la intendència nacional de biblioteques i museus.
Després de la mort d'István Tömörkény el 1917 passà a ser director del museu.
Importants són els seus estudis sobre els materials trobats en les excavacions d'Alföld i principalment en els assentaments prehistòrics dels voltants de Szeged: les tombes kunágota (estudis arqueològics, Szeged, 1926).
Els seus articles, acuradament redactats i els seus fulletons elaborats amb molt d'estil, apareixen en les columnes del periòdic de Szeged, Délmagyarország.
Des de 1922 fou col·laborador del diari liberal Világ, després del seu tancament, els seus fulletons apareixen en Magyar Hirlap, del qual fou col·laborador fins a la seva mort.
Comença la seva carrera escrivint poemes (Az aranyszőrű bárány, composició narrativa, Szeged 1902; Szegénysoron, Szeged, 1905); més tard també escriu versos (Könnyes könyv, Budapest, 1920).
En els seus relats i novel·les, és un dels representants més sensibles de la indefensió de la pagesia.
Un excel·lent narrador, amb humor serè i un estil hongarès mundà proper al llenguatge corrent caracteritzen la seva prosa.
Com a publicista, en sentit irònic critica valentament les injustícies i ambigüitats de l'època de Miklós Horthy.
El 1905 coneix Szeged a Lajos Pósa, que dirigeix la seva atenció cap a la literatura juvenil.
A partir de 1905 escriu en el periòdic infantil Az Én Újságom, fins a 1922; més de 1.000 dels seus escrits apareixen aquí.
Les seves obres juvenils, l'inspirat material de les quals es basa en les seves vivències infantils, n'han fet un clàssic de la literatura juvenil.
Trava estreta amistat amb Gyula Juhász.
Les seves obres s'han traduït a diverses llengües estrangeres.

## Obres

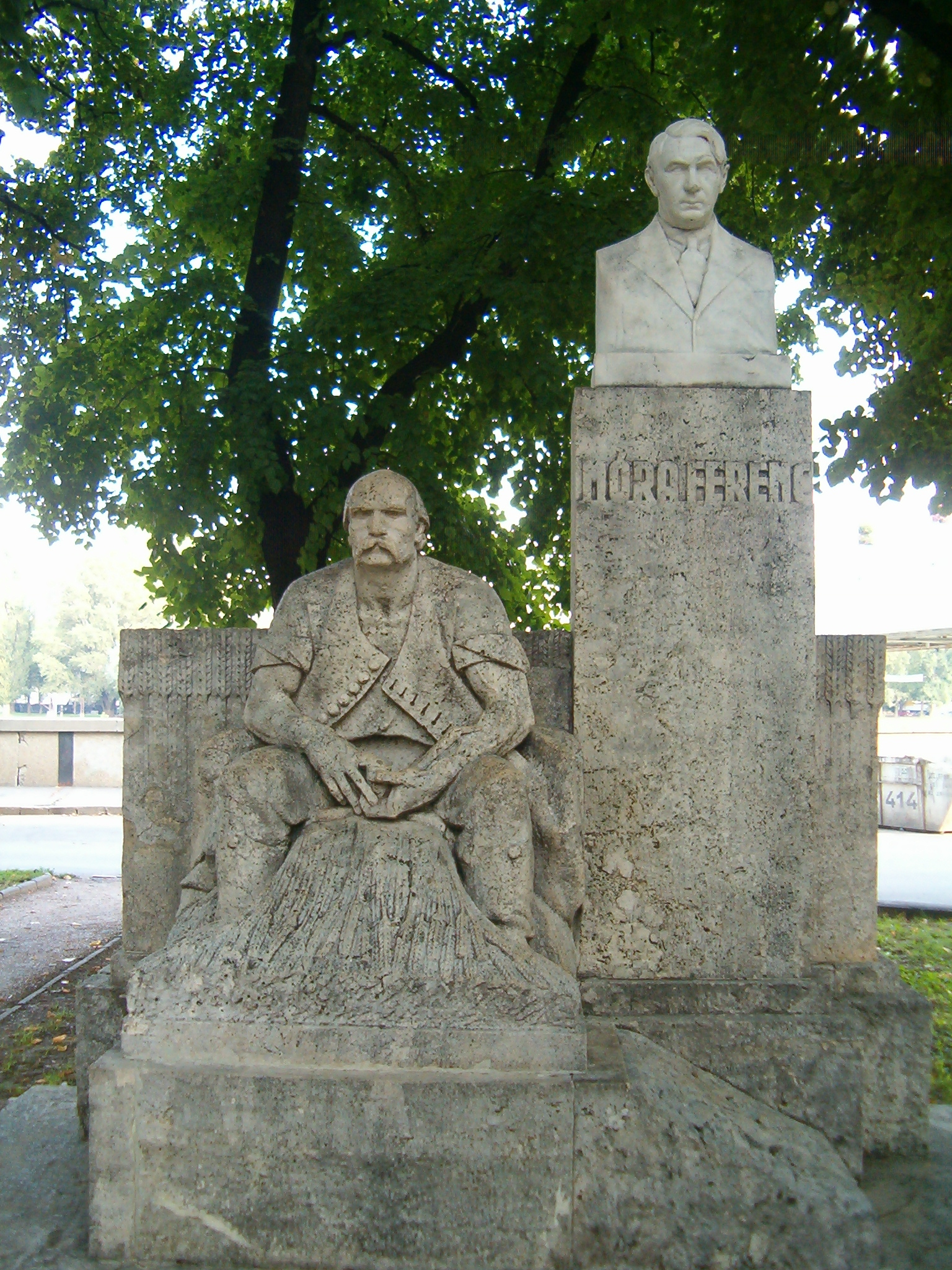
Estàtua de Ferenc Móra a la plaça de Szeged Roosevelt

- Rab ember fiai (Budapest, 1909)
- Mindenki Jánoskája (Budapest, 1911)
- Csilicsali Csalavári Csalavér (Budapest, 1912)
- Filkó meg én (Budapest, 1915)
- Kincskereső kisködmön (Budapest, 1918)
- Dióbél királyfi (Budapest, 1922)
- A festő halála (novel·la, Budapest, 1921; més tard, apareix amb el títol Négy apának egy leánya)
- Georgikon (Budapest, 1925)
- Nádihegedű (Budapest, 1927)
- Ének a búzamezőkről (regény, Budapest, 1927)
- Beszélgetés a ferdetoronnyal (Budapest, 1927)
- Véreim (Budapest, 1927)
- Sokféle (Budapest, 1927)
- Egy cár, akit várnak (Budapest, 1930)
- Aranykoporsó (novel·la històrica, Budapest, 1932)
- Daru-utcától a Móra Ferenc-utcáig (novel·la biogràfica, Budapest, 1934)
- Utazás a földalatti Magyarországon (Budapest, 1935)
- Parasztjaim (Budapest, 1935)
- Dióbél királykisasszony (Budapest, 1935)
- Napok, holdak elmúlt csillagok (Budapest, 1935);
- Titulász bankója (narracions històriques, contes)